# Peter Pewas
Peter Pewas (22 de abril de 1904 - 13 de septiembre de 1984) fue un director cinematográfico y diseñador de carteles de cine de nacionalidad alemana. 

## Biografía
Su verdadero nombre era Walter Emil Hermann Schulz, y nació en Berlín, Alemania. Hijo de Hermann Schulz, un zapatero, durante un tiempo frecuentó la Escuela de la Bauhaus en Weimar, enseñó en una escuela de decoración y, a partir de 1933 trabajó como artista comercial, diseñando carteles y material promocional cinematográfico. 
En 1932 inició el rodaje de un documental sobre la Alexanderplatz de Berlín, pero Pewas fue detenido y la cinta confiscada por sospechas de traición a la patria. 
Desde 1938 asistió a la Deutsche Filmakademie Babelsberg, y fue ayudante de dirección de Wolfgang Liebeneiner, participando en el rodaje de las películas Bismarck y Ich klage an. Pewas rodó más adelante varios cortometrajes, así como la película Der verzauberte Tag. Esta cinta, poco convencional, fue prohibida, y Pewas enviado a formar parte del Volkssturm. 
Finalizada la Segunda Guerra Mundial, en 1947 dirigió una película educativa producida por la DEFA titulada Straßenbekanntschaft. Posteriormente fue a Munich, rodando varios cortos, además de la película Viele kamen vorbei (1956). 
Pewas no pudo hacerse un hueco en el mundo del cine alemán de los años 1950, por lo que decidió centrarse en la pintura. En 1978, en una retrospectiva de cine alemán prohibido que se llevó a cabo en el Festival Internacional de Cine de Berlín, se redescubrió su film Der verzauberte Tag. 
Peter Pewas falleció en Hamburgo, Alemania, en 1984.

## Premios y reconocimientos
Festival Internacional de Cine de San Sebastián
| Año  | Categoría                     | Película          | Resultado |
| ---- | ----------------------------- | ----------------- | --------- |
| 1958 | Concha de Oro al cortometraje | Der Nackte Morgen | Ganador   |

- 1951: Deutscher Kritikerpreis por Herbstgedanken
- 1952: Deutscher Filmpreis por la producción y dirección de Herbstgedanken
- 1964: Katholischer Filmpreis por Indem wir dienen...
- 1967: Filmband in Silber por Kennzeichen Luftballon
- 1984: Filmband in Gold por sus años dedicados al cine alemán

## Filmografía
- 1934: Alexanderplatz überrumpelt (corto documental, unvollendet)
- 1939: Zwischen Abend und Morgen (corto, unvollendet)
- 1941: Eine Stunde (corto, nicht veröffentlicht)
- 1942: Zweiklang (corto, nicht aufgeführt)
- 1944: Der verzauberte Tag (1944 verboten), UA: 1947
- 1945: Befreite Musik (corto documental)
- 1946: Wohin Johanna? (Wahlwerbefilm der SED)
- 1948: Straßenbekanntschaft
- 1949: Menschen – Städte – Schienen (corto documental)
- 1950: Herbstgedanken (corto)
- 1952: Putzke will es wissen (corto)
- 1953: Der Modespiegel 1.º parte (corto documental)
- 1954: Der Modespiegel 2.º parte (corto documental)
- 1956: Viele kamen vorbei
- 1956: Der nackte Morgen (corto documental)
- 1957: Verliebt in Kleider (corto)
- 1958: Er ging an meiner Seite (documental)
- 1959: Verliebt in St. Gallen (corto documental)
- 1960: Job oder Beruf? (corto documental)
- 1961: Vormittag eines alten Herrn (corto)
- 1964: Indem wir dienen... (corto documental)
- 1967: Kennzeichen Luftballon (corto documental)
- 1971: Zement für die Society (corto documental)